# Due scimmie incatenate
Due scimmie incatenate è un dipinto a olio su tavola (20x23 cm) di Pieter Bruegel il Vecchio, datato 1562 e conservato nella Gemäldegalerie di Berlino. È firmato "BRVEGEL MDLXII" sul bordo del davanzale.

## Storia
L'opera è citata per la prima volta in un inventario del 1668, tra le collezioni di Pieter Stevans di Anversa. Nel 1930 venne messa in vendita sulla piazza antiquaria parigina e acquistata dal museo berlinese. 

## Descrizione e stile
Due scimmie (della specie Cercocebus torquatus) sono incatenate a un anello fissato al davanzale di una finestra ad arco, affacciata su una veduta del porto di Anversa, chiaramente riconoscibile. La scimmia di sinistra è accovacciata nell'angolo e rivolta verso lo spettatore, chiaramente derivata da una stampa di Dürer del 1498 circa (la Madonna della scimmia), mentre quella di destra è curva e mite, rivolta verso l'arioso paesaggio. Ma a differenza del modello dureriano, entrambe hanno espressioni tristi e malinconiche, che richiamano sentimenti umani. A destra si vede qualche guscio di noce, resti dello spuntino degli animali. 
Non è chiaro il significato del dipinto, forse una riflessione sulla condizione di prigionia o forse un'illustrazione del proverbio fiammingo "andare dal giudice per una nocciola", ovvero fare un'azione sconsiderata: in quel caso la noce sarebbe la ragione della prigionia, e sottintende forse la schiavitù dell'uomo nei confronti delle tentazioni e del peccato. Un'altra interpretazione lega il dipinto a un motivo politico, come un'allegoria delle province fiamminghe sotto il giogo spagnolo. 
In questo dipinto l'artista mette in primo piano due figure di dimensione più grande, all'italiana, accantonando temporaneamente le piccole figurette brulicanti, come avverrà poi in maniera più decisa nella sua ultima fase produttiva.